# Rajakhera
Rajakhera é uma cidade e um município no distrito de Dhaulpur, no estado indiano de Rajasthan.

## Demografia
Segundo o censo de 2001, Rajakhera tinha uma população de 28,339 habitantes. Os indivíduos do sexo masculino constituem 54% da população e os do sexo feminino 46%. Rajakhera tem uma taxa de literacia de 50%, inferior à média nacional de 59.5%: a literacia no sexo masculino é de 61% e no sexo feminino é de 36%. Em Rajakhera, 19% da população está abaixo dos 6 anos de idade.